# Városligeti Színház
A Városligeti Színház egy ma már nem létező, a 20. század első felében fennállt budapesti művészeti létesítmény.

## Története
A budapesti Városligetben és közvetlen környezetében a 19. század végén kezdtek felépülni a nagyobb kulturális létesítmények, többek közt az 1896-os milleniumi ünnepségek keretében (Iparcsarnok, Olof Palme-ház, Széchenyi fürdő, Vajdahunyad vára, Szépművészeti Múzeum, Műcsarnok). Valamikor a 19. században épülhetett az Arena im Stadtwäldchen (Városligeti Aréna), amely egy favázas nyári színház volt, és német nyelvű előadásokat tartottak benne. Az épületetet Feld Zsigmond rendező 1889-ben saját költségén átépíttette állandó – ám mindig favázas – színházzá (Városligeti Színkör). Az egyre sikeresebbé váló intézményt Feld 1908-ban ismét átalakíttatta: ezúttal Vágó József és Vágó László zsidó származású építész-testvérpár kőépületet terveztek szecessziós stílusban. A Városligeti Színház modern, fehér burkolatú épülete a Dózsa György út és az Ajtósi Dürer sor sarkán, a mai Ötvenhatosok tere (korábban Felvonulási tér) végén állt, és közel fél évszázadig létezett. Már az 1920-as évektől problémák jelentkeztek a működésében. 1926-ban Feld Zsigmond visszavonult, és fia, Feld Mátyás üzemeltette tovább a létesítményt. 1935-től Erdélyi Mihály igazgatta a színházat. Ebben az időben már olcsó kabaréként is működött. 1944-ben bezárt, majd 1946-ban újranyitották. 1952-ben Rákosi Mátyás parancsára a Felvonulási tér (Ötvenhatosok tere) kiépítése miatt elbontották.
2016-ban a Liget Budapest projekt keretében újraépítéséről döntöttek. Ez 2022-ben még nem valósult meg.

## Egyéb irodalom
- (szerk.) Székely György: Magyar színháztörténet II. 1873-1920, Budapest, 2001 A városliget színházai